# Municipio de Sunsbury
El municipio de Sunsbury (en inglés: Sunsbury Township) es un municipio ubicado en el condado de Monroe en el estado estadounidense de Ohio. En el año 2010 tenía una población de 1325 habitantes y una densidad poblacional de 18 personas por km².

## Geografía
El municipio de Sunsbury se encuentra ubicado en las coordenadas 39°49′4″N 81°1′58″O / 39.81778, -81.03278. Según la Oficina del Censo de los Estados Unidos, el municipio tiene una superficie total de 73.62 km², de la cual 73,6 km² corresponden a tierra firme y (0,02 %) 0,02 km² es agua.

## Demografía
Según el censo de 2010, había 1325 personas residiendo en el municipio de Sunsbury. La densidad de población era de 18 hab./km². De los 1325 habitantes, el municipio de Sunsbury estaba compuesto por el 98,26 % blancos, el 0,08 % eran afroamericanos y el 1,66 % eran de una mezcla de razas. Del total de la población el 0,23 % eran hispanos o latinos de cualquier raza.